# 문봉역
문봉역(文峰驛)은 조선민주주의인민공화국 함경남도 정평군 문봉리에 위치한 평라선의 역이다. 여객과 화물을 모두 취급한다.

## 연혁
- 1927년 12월 21일: 영업 개시[2]
- 일자 불명: 평라선으로 편입